# جرذ القطن
جرذ القطن[بحاجة لمصدر] (الاسم العلمي:Sigmodon) (بالإنجليزية: Cotton Rat)‏ هو جنس من الحيوانات يتبع فصيلة الفأرية من رتبة القوارض.

## أنواع
- جرذ القطن البني (الاسم العلمي:Sigmodon alleni)
- جرذ القطن الألستوني (الاسم العلمي:Sigmodon alstoni)
- جرذ القطن الأريزوني (الاسم العلمي:Sigmodon arizonae)
- جرذ القطن أصحر البطن (الاسم العلمي:Sigmodon fulviventer)
- جرذ القطن الزغبي (الاسم العلمي:Sigmodon hispidus)
- جرذ القطن المفاجئ (الاسم العلمي:Sigmodon inopinatus)
- جرذ القطن أبيض الأذن (الاسم العلمي:Sigmodon leucotis)
- جرذ القطن مكسيكي غربي (الاسم العلمي:Sigmodon mascotensis)
- جرذ القطن أصفر المنخار (الاسم العلمي:Sigmodon ochrognathus)
- جرذ القطن البيروفي (الاسم العلمي:Sigmodon peruanus)